# Nokia 130
Nokia 130是HMD Global生產的Nokia直立式功能型手機，於2017年7月17日發布。

## 規格
| 類型     | 功能型手機                                                              |
| 手機規格 | 直立式                                                                  |
| 尺寸     | 高度：111.5（4.39英寸）；寬度：48.4（1.91英寸）；厚度：14.2（0.56英寸） |
| 重量     | 68.6克（2.42盎司）                                                      |
| 作業系統 | Series 30+                                                              |
| 電池     | 1020 mAh                                                                |
| 顯示器   | 1.8英寸（46）                                                           |